# Premolar

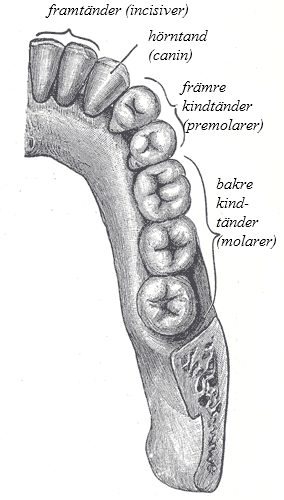
Två premolarer syns i mitten i bilden

En premolar eller främre kindtand är hos däggdjuren i allmänhet en tand placerad mellan hörntänderna och molarerna. Människan har åtta premolarer med två knölar i sin permanenta tanduppsättning. Fyra av premolarerna, två på respektive sida om hörntänderna, sitter i överkäken och fyra i underkäken. Om man har fler än totalt åtta premolarer har man så kallad hyperdonti, det vill säger ett övertal av tänder. Ett övertal av premolarer är den tredje vanligaste formen av hyperdonti, men inte mer än 0,09 till 0,64 procent av befolkningen i allmänhet drabbas av detta tillstånd.
Förutom premolarer delar man in tänderna i molarer (kindtänder), caniner (hörntänder) och incisiver (framtänder).

Översikt över människans munhåla och tänder